# Javier López de la Puerta
Javier López de la Puerta (Osuna, provincia de Sevilla, 22 de mayo de 1933-Sevilla, 7 de mayo de 2009), ingeniero y empresario español.

## Vida

### Nacimiento e infancia
Javier López de la Puerta nació el 22 de mayo de 1933 en Osuna (Sevilla). Era el tercero de nuevo hijos del matrimonio de Rosario de la Puerta Tamayo y José López Mazuelos, empresario agrícola de Osuna.

### Formación académica
Javier realizó sus estudios elementales en el colegio de los Padres Carmelitas de Osuna, y el examen de bachillerato (1943) en el Instituto Francisco Rodríguez Marín de la misma localidad. 
Para realizar los estudios de bachillerato se desplazó a Sevilla, donde curso los siete años como alumno interno en el colegio de los Maristas. Tras el examen de reválida (1950), de acuerdo con su padre, inicia sus estudios universitarios de Derecho en la Universidad de Deusto en Bilbao. 
Pero la muerte inesperada de su hermano Pepe, electrocutado en un accidente doméstico trastoca todos sus planes. Javier regresa a Osuna para ayudar a su padre. Si bien continúa sus estudios de Derecho en la Universidad de Sevilla, donde obtiene la licenciatura en 1956.

### Vida personal
El 5 de enero de 1957 contrajo matrimonio en Osuna con Paquita Fernández Arredondo, y se incorpora al negocio familiar, fijando su residencia en la finca Herrera, en el límite de la provincia de Sevilla próximos a Córdoba y Málaga. Del matrimonio López Fernández nacieron nueve hijos: Yayo, Ángeles María, Marta, María Eugenia, José, Rocío, Javier, Macarena y Pilar.

### Actividad profesional: alcalde de Osuna
En 1959, Hermenegildo Altozano Moraleda es nombrado gobernador de Sevilla. Hermenegildo le pide a Javier que se haga cargo de la alcaldía de Osuna. Javier acepta el cargo al ver una oportunidad de servicio a su pueblo, y por la amistad personal que tenían entre sí. De esa amistad entre ambos surge una cierta afinidad religiosa que le hace acercarse al Opus Dei, y solicitar su admisión como miembro supernumerario.
Durante su mandato al frente del consistorio ursaonense, se crea: un primer hospital local, origen del que llegaría a convertirse en Hospital Comarcal del Servicio Andaluz de Salud; la traída de aguas a la ciudad y dos promociones de viviendas: la Rehoya y Fátima. Y la reactivación industrial de Osuna, gracias a la compañía exportadora de aceites (EXCISA), de la que después fue director general, complementada con posterioridad con una extractora de soja y una molturadora de otras semillas olaginosas, como el girasol (SAVYCSA), que proporcionaron una gran cantidad de puestos laborales directos e indirectos entre 1964 y 1972.
En 1964 López de la Puerta cesa como alcalde de Osuna, el mismo año que Altozano Moraleda hacía lo propio en el gobierno civil de Sevilla.

### Formación empresarial en el IESE
En el curso académico 1970-71, cuando López de la Puerta era director general de la empresa de aceites de Osuna, se matriculó en el IESE para mejorar la gestión empresarial de su empresa. La formación recibida en las aulas barcelonesas fue decisiva para el surgimiento y consolidación del Instituto Internacional San Telmo.

### La Asociación provincial de agricultores y ganaderos (ASAGA)
En 1977, Javier López funda la Asociación Provincial de Agricultores y Ganaderos (ASAGA), junto con 300 empresarios agrícolas y ganaderos sevillanos. Representan el 15% del total de agricultores sevillanos, que son propietarios del 20% de la superficie cultivada de toda la provincia de Sevilla. Durante su presidencia (1977-1981), luchó por mantener los objetivos de esta asociación: defender al sector agrario sevillano mediante el esfuerzo colectivo al servicio del ganadero y el agricultor.  La fundación de esta asociación se pudo realizar gracias a la colaboración de Manuel Novales Vasco, un joven agricultor y ganadero de Fuentes de Andalucía, quien a partir de entonces ocupará un importante papel en la vida de Javier López, hasta su prematura muerte en un accidente de automóvil.
Javier López imprime su impronta personal en ASAGA, basada en el carácter profesional, independiente de los centros políticos y económicos de poder, junto con la utilización del diálogo y la negociación para llegar a acuerdos estables y duraderos. ASAGA fue el germen de ASAJA.
El proceso de mecanización del campo andaluz fue una de las causas, sino la principal, del choque entre ASAGA y SOC, que defendían intereses contrapuestos. Hubo graves desórdenes, con varios incendios que asolaron la baja Andalucía. Luis Fernández Madrid, gobernador civil de Sevilla, para solucionar estos conflictos, era partidario del empleo de la fuerza, con el envío de la guardia civil y de la policía para encarcelar a los líderes obreros. Pero, afortunadamente, al frente de ambas asociaciones se encontraban dos personas dialogantes: Javier López de la Puerta y Francisco Casero que, tras diversas conversaciones mantenidas en Osuna, y posteriormente en Paradas, consiguieron llegar a un acuerdo. Los empresarios se comprometieron a contratar a 250 jornaleros que estuvieran en el paro, durante dos meses.

### Fundación San Telmo
Gerarda de Orleans-Borbón, nieta de Alfonso de Orleans y Borbón, había realizado estudios universitarios de Historia del Arte en Estados Unidos y había conocido la Escuela de Negocios de Harvard. De regreso a España -había fijado su residencia en Sevilla y Carmona-, piensa en fundar una escuela de formación empresarial como un buen instrumento para conseguir el desarrollo del sur peninsular. 
Para informarse de las posibilidades de su empresa, Gerarda visita, entre 1980 y 1981, Harvard, Stanford y otras universidades y escuelas de negocio americanas y europeas, que le orientan hacia el IESE, como institución paralela en España, con la que la Escuela de Negocios de Harvard tenía acuerdos de asistencia docente permanente.
Ya de regreso en España, y tras visitar y ser asesorada por el IESE se lanza a la puesta en marcha de su proyecto. La metodología docente que estaba previsto emplear se basaba en el método del caso, desarrollado por Harvard a principios del siglo XX e implementado en España a través del IESE a partir de 1958. En ese momento, Javier López de la Puerta, que era un destacado empresario agrícola sevillano, interesado en el desarrollo de su tierra y formado en el IESE mantiene una reunión con Gerarda de Orleans-Borbón. Se constituye la Fundación San Telmo, una institución sin ánimo de lucro, en cuyos estatutos se prevé la construcción de una escuela de negocios llamada Instituto Internacional San Telmo, sin descartar otro tipo de actividades culturales. Y se crea un Patronato. La institución, a efectos operativos estaba organizada en dos entidades: La Fundación, presidida por Gerarda de Orleans-Borbón, y el Instituto Internacional (escuela de negocios), con un Consejo de Gobierno autónomo presidido por Ignacio López de la Puerta -hermano de Javier-, dotado de unos estatutos aprobados por la Consejería de la Junta de Andalucía (junio de 1983).
En 1982, la situación del Instituto era decepcionante, ya que solo se contaba con un alumno del nivel requerido por el programa. A comienzos de octubre de 1982 se produce un segundo encuentro entre Gerarda y Javier en el hotel Alfonso XIII de Sevilla, que supondrá una refundación del Instituto San Telmo. Tras la conversación, López de la Puerta acepta incorporarse al proyecto , con una dedicación completa. Varias semanas después de promocionar el programa completa un grupo de 30 empresarios de excelente nivel que inician las actividades docentes del instituto a comienzos de noviembre, a cargo de profesores del IESE. Las reuniones de grupo y las sesiones se desarrollan en el hotel Macarena.
Con el transcurrir de los años, se produce el cambio de sede a la Casa Cuna de Sevilla. Se negocia con la Diputación Provincial de Sevilla la cesión de la Casa Cuna por un periodo de 50 años, que se firma el 5 de junio de 1990. Una vez producida la cesión, comienzan las obras de rehabilitación.
Los días 7 y 8 de junio de 1991 se celebra la gran asamblea de San Telmo, presidida por S.M. el rey Juan Carlos I; el presidente de la Junta de Andalucía, Manuel Chaves; Gerarda de Orleáns-Borbón, presidenta de la Fundación san Telmo; Eustasio Cobreros, presidente de la Agrupación de Miembros y Javier López de la Puerta, presidente del Instituto Internacional san Telmo. Entre los ponentes estaban: el filósofo Julián Marías y Jürgen B. Donges, profesor de la Universidad de Colonia y asesor del Gobierno Alemán.
Javier López de la Puerta asume las funciones ejecutivas de director general del Instituto san Telmo en febrero de 1995, ya que el padre de Antonio García de Castro sufrió una grave enfermedad que aconsejaba a su hijo una mayor atención familiar. Un año después, Javier sufre un serio trastorno circulatorio, que le obliga a retirarse temporalmente. En junio de 1996, ya recuperado, Javier regresa a San Telmo pero sin funciones ejecutivas. 
En mayo de 1996 se celebra una nueva asamblea de San Telmo, en esta ocasión en el Palacio de Congresos y Exposiciones de la Costa del Sol. Las ponencias son presentadas por Enrique Fuentes Quintana, Emilio Zurutuza, Julián Marías, Ernesto Juliá y Antonio Vázquez Romero, además de por jóvenes profesores de San Telmo que se habían incorporado a la Institución en los últimos 6-8 años.
En la reunión del Patronato celebrada el 13 de junio de 2000, Javier López de la Puerta presenta su dimisión, -por razones de salud y personales- como Presidente del Instituto Internacional San Telmo y miembro del Patronato. Eustasio Cobreros, presidente del Patronato desde 1993 nombra a López de la Puerta, asesor del Presidente.
Javier se traslada a vivir a Málaga porque en enero de 2003 comienza en la capital de la Costa del Sol el primer máster que San Telmo ofrece allí. La tercera asamblea se celebra en Granada, en octubre del 2001. En esta ocasión participan: Antonio Garrigues Walker, vicepresidente europeo de la Comisión Trilateral; Juan Antonio Carrillo Salcedo, catedrático de Derecho Internacional de la Universidad de Sevilla; Federico Mayor Zaragoza, ex director general de la Unesco, Amparo Moraleda, presidenta de IBM España y Portugal; Juan Enríquez, director de biotecnología de la Universidad de Harvard, y Rafael Alvira, director del Instituto Empresa y Humanismo.
Los días 6 y 7 de octubre de 2006 se celebra en la capital hispalense, en el FIBES la Asamblea de los 25 años, presidida por SS.MM. Los Reyes de España, Juan Carlos I y Sofía, acompañados por la ministra de Fomento, y las principales autoridades autonómicas y municipales.

### El Consejo Económico y Social de la Comisión Económica Europea
Como presidente de ASAGA desde su fundación en 1977 hasta 1982, y su participación en la Asociación Nacional de Agricultores y Ganaderos Javier López de la Puerta poseía una cierta experiencias en el sector, eso le sirvió para lograr la presidencia en Bruselas de la Sección Agraria del Comité Económico y Social Europeo (CESE).

### Expo'92
A propuesta de Manuel Olivencia Ruiz, catedrático de Derecho Mercantil y ex comisario de la Expo 92, Javier López de la Puerta fue nombrado Consejero de la Sociedad Estatal EXPO-92. Allí trabajó hasta que presentó su dimisión por chocar con otras maneras de hacer que buscaban por encima de todo la eficacia, aún a costa de dejar de lado cierta legalidad. 

### Fallecimiento
En febrero del 2009, Javier estaba aquejado de un cáncer y tras varios meses combatiendo la enfermedad, falleció el 7 de mayo del 2009. En el funeral que tuvo lugar en la iglesia de la Victoria, en su Osuna natal, asistieron un gran número de personas. Unas semanas antes de morir, López de la Puerta le comentaba al sacerdote Antonio Ariza "Don Antonio, que no es muerte, que es la Vida con mayúscula, que es la Vida". Con esta profunda convicción, con la naturalidad de lo auténtico. falleció como un hombre de profunda fe.

## Premios y reconocimientos
- Medalla XXV años en San Telmo (Patronato de la Fundación San Telmo, Sevilla, 2006)